# 大日本帝国憲法第10条
大日本帝国憲法第10条（だいにほん/だいにっぽん ていこくけんぽう だい10じょう）は、大日本帝国憲法第1章にある。天皇の大権の一つである、官制大権及び任免大権を規定したもの。
この規定のもと、近代的な官僚制が整備された。官制大権の対象は行政組織であり、皇室組織・陸海軍の組織・司法組織を含まない。また、憲法は、行政裁判所及び会計検査院について、法律により定めるべしとする例外を設けている（大日本帝国憲法第61条、大日本帝国憲法第72条）。

## 現代風の表記
天皇は、行政各部の官制及び文武官の俸給を定め、並びに文武官を任免する。ただし、この憲法又は他の法律に特例を掲げるものは、各々その条項による。

## 参照
- 日本国憲法第6条
- 日本国憲法第4条
- 日本国憲法第3条
- 日本国憲法第7条